# Палаццо Бельджойозо
Палаццо Бельджойозо (итал. Palazzo Belgioioso) — историческое здание в Милане, палаццо (дворец), расположенное на площади Бельджойозо, 2. Памятник архитектуры миланского неоклассицизма. Здание построено по проекту Джузеппе Пьермарини для принца Альберико Барбиано Бельджойозо, начато в 1772 году и закончено в 1787 году.

## История
В то время архитектор Пьермарини отвечал за перестройку центра Милана, столицы Ломбардии, в неоклассическом стиле. Для Палаццо Бельджойозо Пьермарини взял за основу композицию Королевского дворца в Казерте, построенного Луиджи Ванвителли, переработав и упростив её за счет использования плоских пилястр в верхней части здания, ослабив тем самым элементы барокко и введя новый стиль, который будет доминировать во всём здании.
Надпись на фасаде напоминает о посещении дворца А. В. Суворовым; генерал-фельдмаршал пробыл во дворце три дня, с 18 по 20 апреля 1799 года. Суворов, командующий соединённым австро-российским войском, вошёл в Милан, не встретив сопротивления, в апреле 1799 года в рамках военных действий Италии против французских войск.

## Архитектура
План здания симметричен. Главный фасад украшен изящными барельефами панелей между двумя рядами окон в верхней части, а нижняя оформлена характерным для зданий такого типа рустом.
Здание расположено вокруг центрального двора и других небольших служебных дворов по сторонам. В главном дворе расположены два крыла портика с арками на дорических гранитных колоннах дорического ордера. Над арками расположены плоские окна-киматии, богато украшенные фризом c коронами, орлами, пальмами и фестонами. Из правого портика имеется вход на грандиозную двухмаршевую лестницу с парапетом, балюстрадами и большими декоративными вазонами, разделенными ионическими пилястрами.
На первом этаже находится ряд комнат, богато украшенных позолоченной лепниной Джокондо Альбертолли и фресками Мартина Кноллера. В конце курдонёра (почётного двора), по оси вестибюля, через криптопортик можно попасть в небольшой сад. Лестница, ведущая на второй этаж, создана в переходном стиле между барокко и неоклассицизмом. Капелла дворца создана в 1787 году архитектором Симоне Кантони.